# Iuncus Vergilianus
Iuncus Vergilianus († Herbst 48 n. Chr.) war ein römischer Senator der frühen Kaiserzeit.
Der römische Geschichtsschreiber Tacitus erwähnt Iuncus Vergilianus im Zusammenhang mit dem Prozess gegen die Kaiserin Valeria Messalina. Diese hatte Ehebruch mit dem jungen Senator Gaius Silius begangen und ihn 48 n. Chr. sogar geheiratet. Als ihr Gemahl, Kaiser Claudius, durch den Freigelassenen Narcissus davon in Kenntnis gesetzt wurde und unter dessen Einfluss zur Bestrafung von Messalina und Silius schritt, wurden außer diesen auch mehrere Mitwisser, so Iuncus Vergilianus, hingerichtet. Der römische Philosoph und Staatsmann Seneca stellt Iuncus Vergilianus als ein Opfer des Narcissus dar.